# Claude Legrand
 (octobre 2021).
La mise en forme du texte ne suit pas les recommandations de Wikipédia : il faut le « wikifier ».
Les points d'amélioration suivants sont les cas les plus fréquents :
- Les titres sont pré-formatés par le logiciel. Ils ne sont ni en capitales, ni en gras.
- Le texte ne doit pas être écrit en capitales (les noms de famille non plus), ni en gras, ni en italique, ni en « petit »…
- Le gras n'est utilisé que pour surligner le titre de l'article dans l'introduction, une seule fois.
- L'italique est rarement utilisé : mots en langue étrangère, titres d'œuvres, noms de bateaux, etc.
- Les citations ne sont pas en italique mais en corps de texte normal. Elles sont entourées par des guillemets français : « et ».
- Les listes à puces sont à éviter, des paragraphes rédigés étant largement préférés. Les tableaux sont à réserver à la présentation de données structurées (résultats, etc.).
- Les appels de note de bas de page (petits chiffres en exposant, introduits par l'outil «  Source ») sont à placer entre la fin de phrase et le point final[comme ça].
- Les liens internes (vers d'autres articles de Wikipédia) sont à choisir avec parcimonie. Créez des liens vers des articles approfondissant le sujet. Les termes génériques sans rapport avec le sujet sont à éviter, ainsi que les répétitions de liens vers un même terme.
- Les liens externes sont à placer uniquement dans une section « Liens externes », à la fin de l'article. Ces liens sont à choisir avec parcimonie suivant les règles définies. Si un lien sert de source à l'article, son insertion dans le texte est à faire par les notes de bas de page.
- La présentation des références doit suivre les conventions bibliographiques. Il est recommandé d'utiliser les modèles {{Ouvrage}}, {{Chapitre}}, {{Article}}, {{Lien web}} et/ou {{Bibliographie}}. Le mode d'édition visuel peut mettre en forme automatiquement les références.
- Insérer une infobox (cadre d'informations à droite) n'est pas obligatoire pour parachever la mise en page.

Pour une aide détaillée, merci de consulter Aide:Wikification.
Si vous pensez que ces points ont été résolus, vous pouvez retirer ce bandeau et améliorer la mise en forme d'un autre article.
 (octobre 2021).
Claude Legrand, né le 8 mai 1966 à Savigny-sur-Orge dans l'Essonne est un peintre français.
Il partage son temps entre son atelier de Clermont-Ferrand dans le Puy-de-Dôme et celui de Saint-Bonnet-de-Condat dans le Cantal.
Nombres de ses tableaux sont présents dans des collections privées du monde.
Dès sa petite enfance, Claude Legrand découvre les musées parisiens ; le Jeu de Paume avec la peinture impressionniste et l'Orangerie avec les grandes nymphéas de Claude Monet sont un choc émotionnel.
Les livres de la bibliothèque familiale compléteront cette culture picturale.
À propos de ces découvertes, il a déclaré « James Ensor, Camille Corot  et Nicolas De Staël dont je garde comme imprimées dans mon esprit les images vues dans un livre de la bibliothèque familiale ont été à la genèse de ma vie de peintre ».
Une boite de couleur offerte à l'âge de 7 ans ancrera cette certitude de vouloir être peintre.
À 17 ans avec l'appui de Serge Hélias, directeur de l'école des Beaux-Arts de Clermont-Ferrand, il réussit le concours d'entrée.
Il obtient son diplôme des beaux-arts en juin 1988. 
Le conseil départemental du Puy-de-Dôme lui décerne le prix Espoir des Volcans 1997.
Pendant plus de trente ans, il se consacre à son travail, se nourrissant de littérature, de poésie, de musique.
En 2017, le livre Les Voyages immobiles qui présente son travail sur 25 ans sort en librairie.
La poésie tient une place primordiale dans sa vie. 
Elle est à la base d'expositions comme « La poésie sauvera le monde « avec les poètes Jean-Pierre Siméon, Jacques Viallebesset et Christian Moncelet  et le photographe Julien Mignot présentée au patio de la librairie les Volcans à Clermont-Ferrand. 
Il publie un livre avec le poète Jacques Viallebesset, Le Plain chant des hautes terres, aux éditions du Nouvel Athanor en 2019.
Ce livre présente un ensemble de 27 toiles et 27 poèmes consacrés aux hautes terres du Cantal, particulièrement au plateau du Cézallier.
La nature, les grandes balades et la quête des champignons sont capitales pour la maturation de ses toiles. Comme il l'a dit à Christian Bobin lors de leur rencontre, «  Je suis un sanglier lorsque je cherche les champignons ». 
Cette rencontre avec Christian Bobin avec lequel il a noué un échange épistolaire a été capitale pour son travail. Avec cette amitié est née la découverte de l’œuvre d'André Dhôtel, nourriture importante de sa peinture.
En 2001, il achète une maison dans le Cantal où il installe un atelier pour s'immerger dans ces paysages qui le touchent et qui l'inspirent.
La musique l'accompagne toujours dans l'atelier ; Arvo Part, Warren Elis, Jean-Sébastien Bach, Sergueï Rachmaninov, Georges Brassens, et son ami Eryk e  parmi tant d'autres.
Avec le musicien Eryk e, il organise des événements pluridisciplinaires ; une performance a lieu à la chapelle des Cordeliers à Clermont-Ferrand en 2018 : il peint devant le public pendant le concert.
Quand l'art s'invite à l'agence de Saint-Flour - Blog
De l'art contemporain dans les cathédrales d'Orléans
12 août 2011 — Les toiles de Claude Legrand à la cathédrale d'Orléans.
L'itinéraire artistique de Claude Legrand et Jacques ...
Les salins - Claude Legrand expose à la librairie Les Volcans
Claude Legrand est aussi fou de cinéma
Exposition de portraits de Claude Legrand - La Montagne
Expo de Claude Legrand jusqu'au 28 mars, à l'Espace Victoire

## Analyse de l’œuvre
"Les œuvres de Claude Legrand ne laissent pas indifférent. Elles étonnent, saisissent, provoquent ou suscitent la curiosité. Plus : elles créent le mystère. Qui sont ces personnages (Les pleutres) qui nous happent à l’intérieur même du cadre par l’intensité de leur regard ?
Quels obscurs secrets nous attendent au bout des chemins (Temps lourds) ? Quelle révélation ? Il semble que tous ces visages tournés vers le spectateur ont entrevu quelque formidable vérité qui les hante, qu’ils sont en quête d’un impossible apaisement. Et les paysages eux-mêmes paraissent abriter un secret essentiel qu’il nous reste à deviner. Ou bien font-ils écho à quelque chose d’autre, tapis en nous-mêmes ?
La dernière exposition de Claude Legrand s’appelait « Dichotomie ». Division donc, opposition.
Entre la Ville, inquiétante et spleenétique, et la Nature en ce qu’elle a de sauvage, d’intense, et riche de secrets enfouis. Une double inspiration en somme. Quoi de commun entre cette Vallée au matin, embrumée et tranquille, riche d’une vie mystérieuse qu’on imagine plus qu’on ne la perçoit vraiment, et les visages blêmes et effarés de La nef des fous qui nous fixent, comme si nous partagions nous aussi un peu de leur humaine perdition. Étymologiquement, la dichotomie est la phase de la lune durant laquelle l’astre ne dévoile qu’une moitié de lui-même. Ses deux parties ne sont donc séparées que par une illusion d’optique, ou créées par le point de vue d’un observateur. Et il semble bien que dans l’œuvre de Claude Legrand, un lien fort existe entre ces deux abîmes.
Reste à en trouver la clef. Les titres sont autant d’indices-symboles dans cette quête ésotérique du sens. Ils évoquent des mondes littéraires comme ce Balcon en forêt gracquien, ou ce Don Quichotte. Mais au fond, tous les domaines artistiques sont interpellés : la musique (Chopin concerto numéro 2, Le crépuscule des dieux ou encore Tango), le théâtre, la poésie…
Car les titres font écho au tableau lui-même, entrent en résonance avec lui comme ces Tambourins de glace cliquetante, hommage discret au poète suédois Tomas Tranströmer.
Claude Legrand aime l’Art, les arts. Il les mêle, les fait dialoguer dans sa propre création.
Il est empli de ses grands prédécesseurs, curieux de ses contemporains. Il aime se plonger dans les musiques et les univers oniriques qu’elles proposent, dans les rythmes, les images et les émotions qu’elles évoquent et provoquent. Il aime à porter son regard derrière les portes que la vie, les créations humaines, ou la nature, laissent entrouvertes pour lui. Exactement comme il est avide et gourmand de tant de littératures étalées sur les étagères des bibliothèques et qu’il mêle comme des couleurs sur une palette. Il n’est pas étonnant alors qu’il saisisse et nous offre un soir d’hiver sur le Cézallier, un chemin de forêt du Cantal, ou bien que l’on croise dans ses tableaux le regard de Raskolnikov ou de Macbeth, ou encore que l’on se confronte à une chevauchée wagnérienne des Walkyries.
On ne sera pas surpris non plus de penser sa peinture en termes musicaux ou littéraires. Il le fait lui-même dans sa Symphonie en bleu ou sa Petite musique d’automne. Car l’alliance des arts, le dialogue entre eux, est un aspect essentiel de la création de Claude Legrand. Au fond, sa palette est composée de couleurs mais pas uniquement : de livres aussi, de musiques, d’images et de sensations. Tout un monde de correspondances et d’évocations à découvrir et à décrypter. À nous de nous ouvrir à ses toiles, ces fenêtres d’où il nous révèle un monde."
Frédéric Gagneux

Frédéric Gagneux est docteur en littérature et civilisation françaises (Sorbonne-Paris IV).
Il enseigne la dramaturgie lyrique des opéras italiens et allemands du XIXe siècle à l’Université Blaise-Pascal de Clermont-Ferrand.
Spécialiste de Richard Wagner et du wagnérisme, ses recherches se concentrent principalement sur le lien entre les arts.
Il est l’auteur d’André Suarès et le wagnérisme aux éditions Classiques Garnier et il a participé à la rédaction
du Dictionnaire encyclopédique Richard Wagner paru aux Editions Actes Sud (Prix du meilleur livre sur la musique 2010).
Il est également membre correspondant de l’Académie des Sciences, Belles-Lettres et Arts de Clermont-Ferrand.

## Expositions
2020 – Maison de Site, Le Claux
2019 - Chapelle des Cordeliers
2018 – Maison de Mandrin à Brioude
2017 - Château Meteyer à Trélou-sur-Marne
2016 - Maison de Mandrin à Brioude
2016 - Moderne Gallery à La Baule
2015 - Château de La Roquebrou
2015 - «Dichotomie» - Espace Victoire à Clermont-Ferrand
2014 - Musée de Marcenat - Cantal
2013 - «Méfiez-vous du sens» - Maison Internationale Universitaire à Clermont-Ferrand
2012 - Exposition en partenariat avec Allianz Finance Conseil à Chamalières
2011 - «La passion» - Cathédrale Sainte-Croix à Orléans
2010 - Garden Gallery à Nice
2009 - Galerie Clac à Aurillac
2008 - «Grand formats» - Maison Arthur et Compagnie
2006 - «Gaygalerie» à Mézin
2005 - «L’Arche» - Égliseneuve-d'Entraigues
2004 - Galerie des Templiers à La Baule
2003 - «Les lumières de la nuit» - Maison Arthur et Compagnie
1999 - Hall Saint-Genès à Clermont-Ferrand
1998 - «La chute de l’homme» à Tourzel avec le sculpteur Yves Guerin
1996 - Galerie Vanonni à Lyon
1987 - Exposition de groupe à la Biennale européenne des Écoles d’Art de Toulouse
1987 - Exposition de groupe aux Beaux-Arts de Madrid